# 科林頓氏魮
科林頓氏魮（学名：Labeobarbus codringtonii）为輻鰭魚綱鯉形目鲤科的其中一種，分布於非洲三比西河上游流域，體長可達39公分，棲息在水流湍急且具岩石底質的溪流，屬肉食性，以魚類、甲殼類、昆蟲等為食，可做為遊釣魚。